# Jolke
El jolke o jolke de riñón es una preparación picante de riñones de res o cordero al caldo. Forma parte de la gastronomía de Bolivia y es típico de la cocina callejera de este país. Suele servirse en la ciudad de Potosí como plato reparador contra la resaca y se considera un plato especial en la ciudad de Sucre.

## Características
En la versión de la preparación que se incluye riñones de res, los mismos se presentan picados en cuadraditos y preparados con una salsa de cebolla, tomate y ají colorado. Se sirve acompañado con papas.
La versión que incluye riñones de cordero suele llevarlos enteros y servirse en una salsa sobre pan frito.